# 주디카티

사르데냐의 주디카티.

주디카티(giudicati, 라틴어 : judicatus; 사르데냐어 : judicadu, logu 또는 rennu)는 9세기와 15세기 사이 사르데냐에서 권력을 지녔던 독립 국가들이다. 이들 국가들은 각자 유디케(judike)라고 불린 왕들이 통치했던 숨마 포테스타스와 함께하는 군주국가였다.

## 주디카티의 도래에 대한 역사적 이유
상대적으로 짧았던 반달족의 점령기 (456년-534년) 이후, 535년부터 8세기까지 사르데냐는 비잔티움 제국의 영토였다.
705년 이후, 빠른 이슬람교의 확장과 함께 북아프리카에서 온 무슬림 해적들은 샤르데냐 섬을 약탈하기 시작했고 비잔티움 군대의 어떠한 효과적이지도 못한 대응을 접했다. 815년에 사르데냐 대사들은 신성 로마 제국의 황제 경건왕 루트비히에게 군사적 도움을 요청하기에 이르렀다.
807년, 810년-812년, 821년-822년에 스페인의 아랍인들과 북아프리카인들은 사르데냐를 침략했지만, 사르데냐인들은 여러 차례의 공격을 견뎌냈다. 이 방어는 매우 효과적이여서, 851년에 편지로 교황 레오 4세는 칼리아리스를 기반으로 했던 사르데냐의 루덱스 프로빈차이(Iudex Provinciae, 지역 행정관)에게 로마의 방어에 대한 도움을 요청했었다. 8세기에 카르타고를 기반으로 한 아프리카 교구 몰락과 특히 시칠리아내 아랍인 존재 발생(827년)으로 사르데냐는 비잔티움으로부터의 연결이 끊어진체로 남게되었고 필요상 경제적, 군사적으로 독립상태를 가지게 되었다.

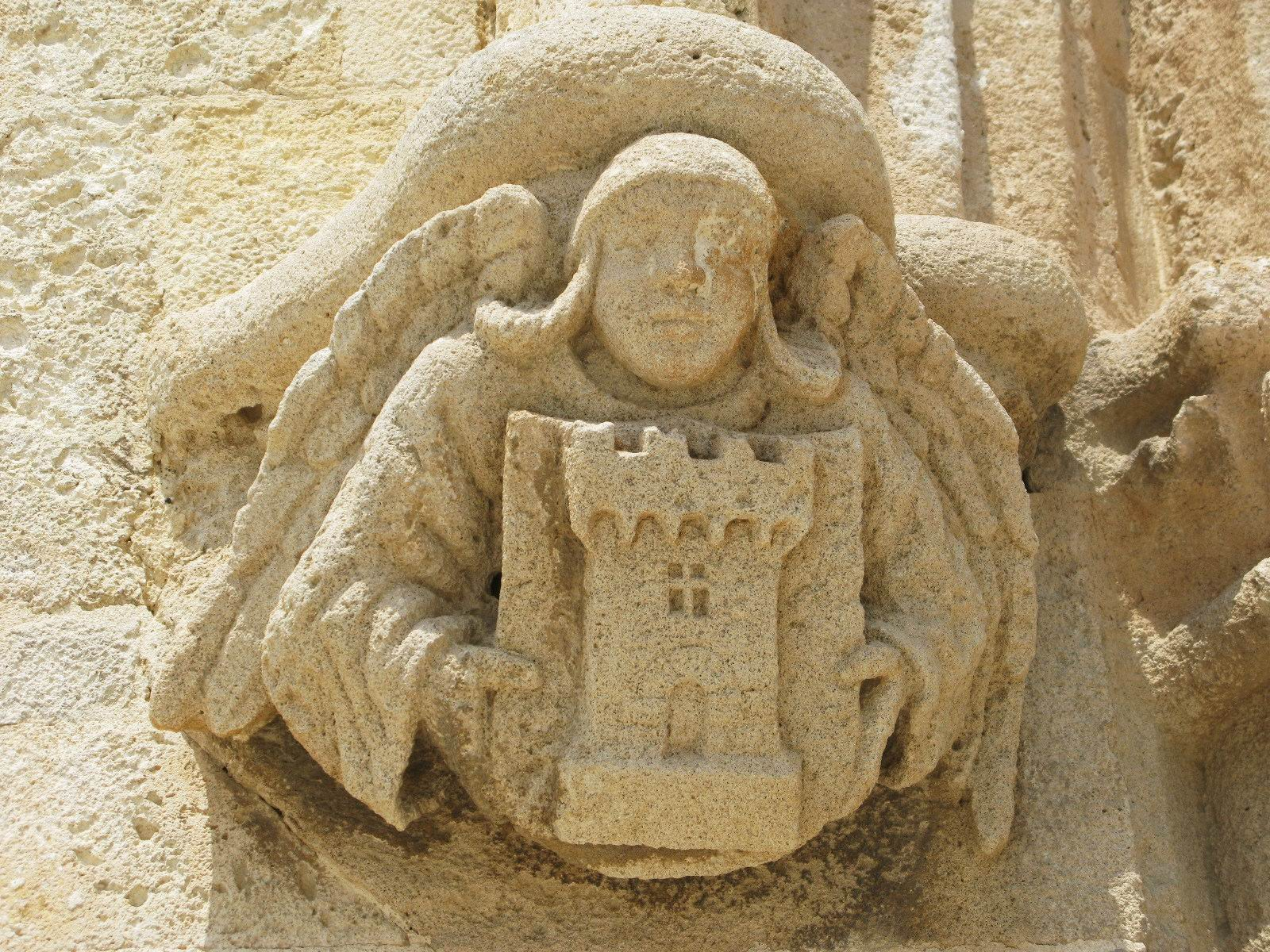
로구도로의 주디카토의 문장

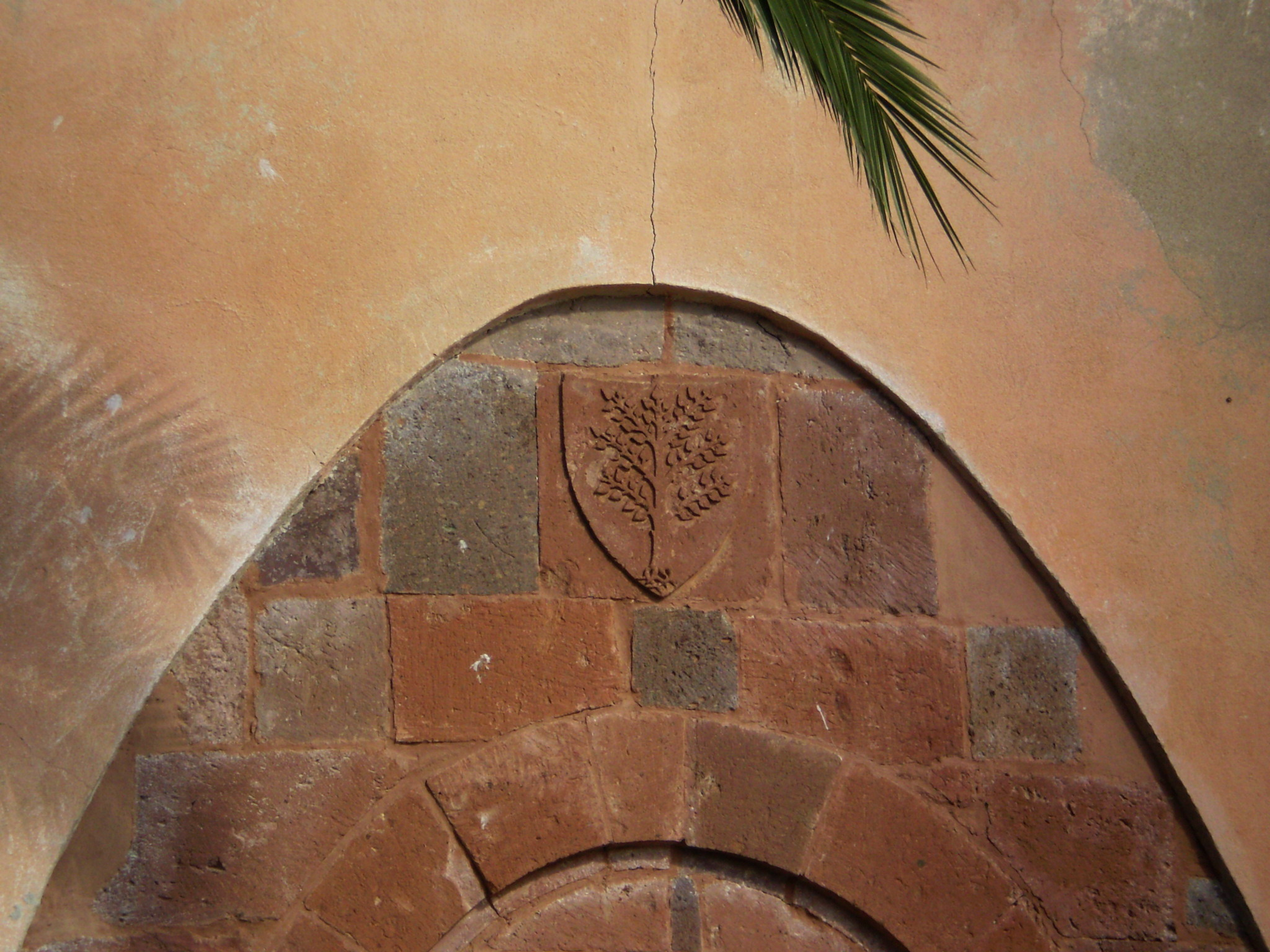
아르보레아의 주디카토의 문장

### 4개의 주디카티의 탄생
역사적 사료의 종합적인 부재로 비잔티움의 중심 권력에서 사르데냐내 자립적 정부 체제로 향하는 흐름의 역사는 알려지지 않았다. 프라이세스 일 것으로 믿어지는 칼리아리스의 루덱스 프로빈차이가 사르데냐 섬의 완전한 지배권을 가졌을 것이라고 믿어진다. 그는 해안 방어를 위한 가장 전략적인 지역들에 대해 칼리아리스로부터 떨어져 상당한 자치권을 지니게 된 로키세르바토르(lociservator)들을 임명하였으며, 이는 주디카티들의 탄생을 촉발시키게 하는 행위였다.
4개의 주디카티의 존재에 대한 명백한 최초의 역사적 자료로는 1073년 10월 14일에 교황 그레고리오 7세가 사르데냐의 지역 행정관들에게 보낸 서간이지만, 그들의 자치권은 교황 요한 8세 (872년)가 보낸 편지에서 프링키페스 사르디니아이(principes Sardiniae, 사르데냐의 대공들)이라고 그들을 칭하며, 이미 확실했다.
알려진 중세 주디카티들은 다음과 같다:
- 산타이자를 수도로 한 칼리아리 주디카토
- 오리스타노를 수도로 한 아르보레아 주디카토
- 치비타를 수도로 한 갈루라 주디카토
- 포르토토레스, 아르다라, 사사리를 수도로 한 로구도로 주디카토

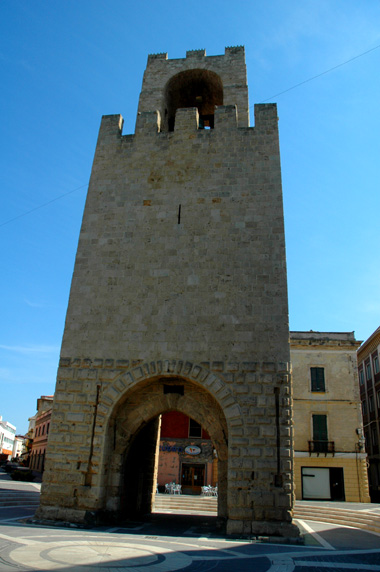
오리스타노에 있는 마리아노 2세 디 아르보레아의 탑.

각 4개국은 그들의 정치적, 경제적 이익과 더불어 그들만의 법, 재산, 상징을 지키기 위한 요새화된 국경을 가졌다.

## 통치
주디카티의 행정 조직은 일부 학자들이 누라게의 기원을 고려하는등의 이 지역 특성이 있긴 하지만 그들이 비잔티움 제국 지역의 행정과 유사하며, 나머지 중세 유럽에 존재했었던 봉건 형태와는 눈에 띄는 차이를 지녔었다.
중세 시대의 범세계적인 배경에서 주디카티는 코로나 데 로구(Corona de Logu)라고 불린 의회에서 차례차례 그들의 대표를 선출시키는 코로나스 데 쿠라토리아스(Coronas de curatorias)라는 반민주적인 정치 체제로 특정지어진다.

### 코로나 데 로구와 중앙 의회
중앙 정부와 전체 사법 기관은 행정관들에 의해 대체적으로 다스려졌다. 사르데냐의 왕(주디체)은 장로(행정구역들의 대표자들-쿠라도리아스[Curadorias])들과 고위 성직자들의 의회인 코로나 데 로구가 공식적으로 권력을 장악한 후에는 토지 소유권도 통치권에 대한 보장도 없었다. 코로나 데 로구는 통치자를 임명하고 통치자에게 최고 권력을 주는 한편, 왕국 전체에 관련된 조항과 협정들을 비준할 수 있는 권력을 유지하였다.
수도에서 수 콜렉투(su Collectu, 대관식)를 하는 동안, 고위 성직자들과 성주들로 이뤄진 수도의 쿠라도리아스의 두 대표자들은 유라도스 코로나스 데 쿠라토리아(jurados Coronas de curatoria)에서 선출되었다. 그후 주디체는 직계 남계쪽이 선출식이 부자 상속 체제와 혼합된 형태로 권좌에 올랐으며, 대체 해야할 경우에는 여계도 되었다.
주디체들은 시민들의 약속(the bannus-consensus)을 바탕으로 통치를 하였다. 주디체는 퇴위당할 수 가 있었고 심지어 폭정과 억압등의 심각한 행동 경우는 동일 지배 가문내 상속 받을 것으로 예단하는 자를 제외한 같은 가문 출신이 합법적으로 처형을 하였다.

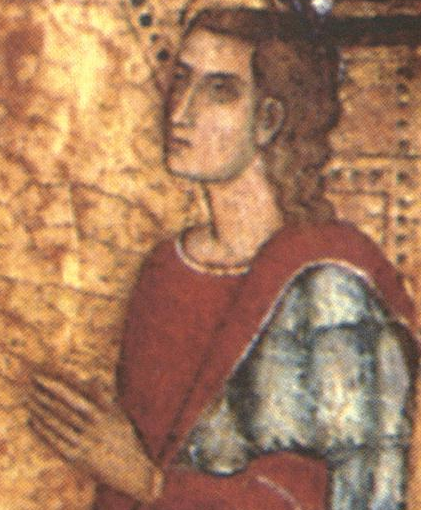
마리아노 4세 다르보레아

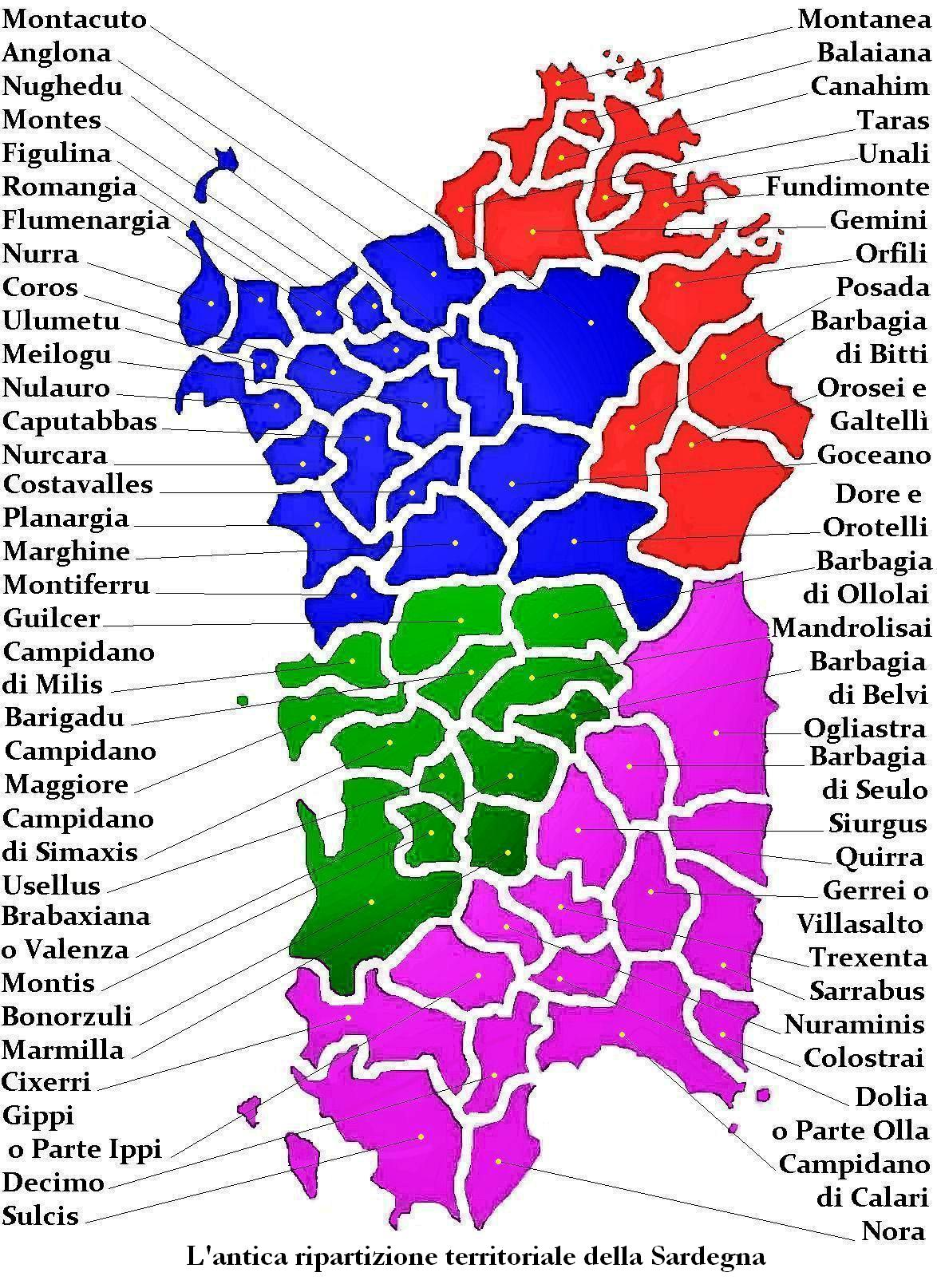
쿠라도리아스

### 주디체
주디체는 최소한 형태적으로는 봉건 전통적인 전제 군주는 아니였고: 그들은 코로나 데 로구의 동의가 없이는 전쟁 선포나 평화 조약을 맺을 수 없었다. 그럼에도 코로나 데 로구는 주로 그의 귀족들의 친적들로 구성되어 있었고 그러므로 공동의 이해로 연결되어 있었다.
권좌 계승은 가문에 의한 것이였으나, 가끔식은 코로나 데 로구에 의해 선출될 가능성도 있었다.

### 주디체의 수상
주디가티의 정부 체제에서, 주디체는 수상의 도움을 받았다. 왕의 권위는 사실 마요레스(majores)라고 불린 공직자들의 도움을 받았던 이들은로 보통 주교나 성직자들 중 고위 인물등으로 구성된 주의 수상들이 작성한 불라타(bullata)라고 불리는 공식적인 법의 제도내에서 공식화된 것이였다.

### 지역 행정

#### 쿠라도리아스
주디카티의 여러 영토들은 도시와 시골 마을들로 구성된 여러 크기의 행정 구역인 쿠라도리아스(Curadorias)로 나뉘어 있었으며, 이들은 쿠라도레(curadore)가 위치한 수도에 의존하였다. 유라도스(jurados)와 코로나 데 쿠라도리아(Corona de curatoria) 의회의 특별한 지원을 받은 이 행정 구역의 관리자들은 주디체들의 지방 권위를 대신하였다.
각 마을에 임명된 쿠라도레는 행정권과 사법권을 지닌 쿠라도리아스 아 마요레 데 비다(curadorias a majore de Bidda, 오늘날의 시장과 동등)의 일부였고, 토지 관리의 성공적인 행위에 대한 직접적인 책임을 지고 있었다.

### 법

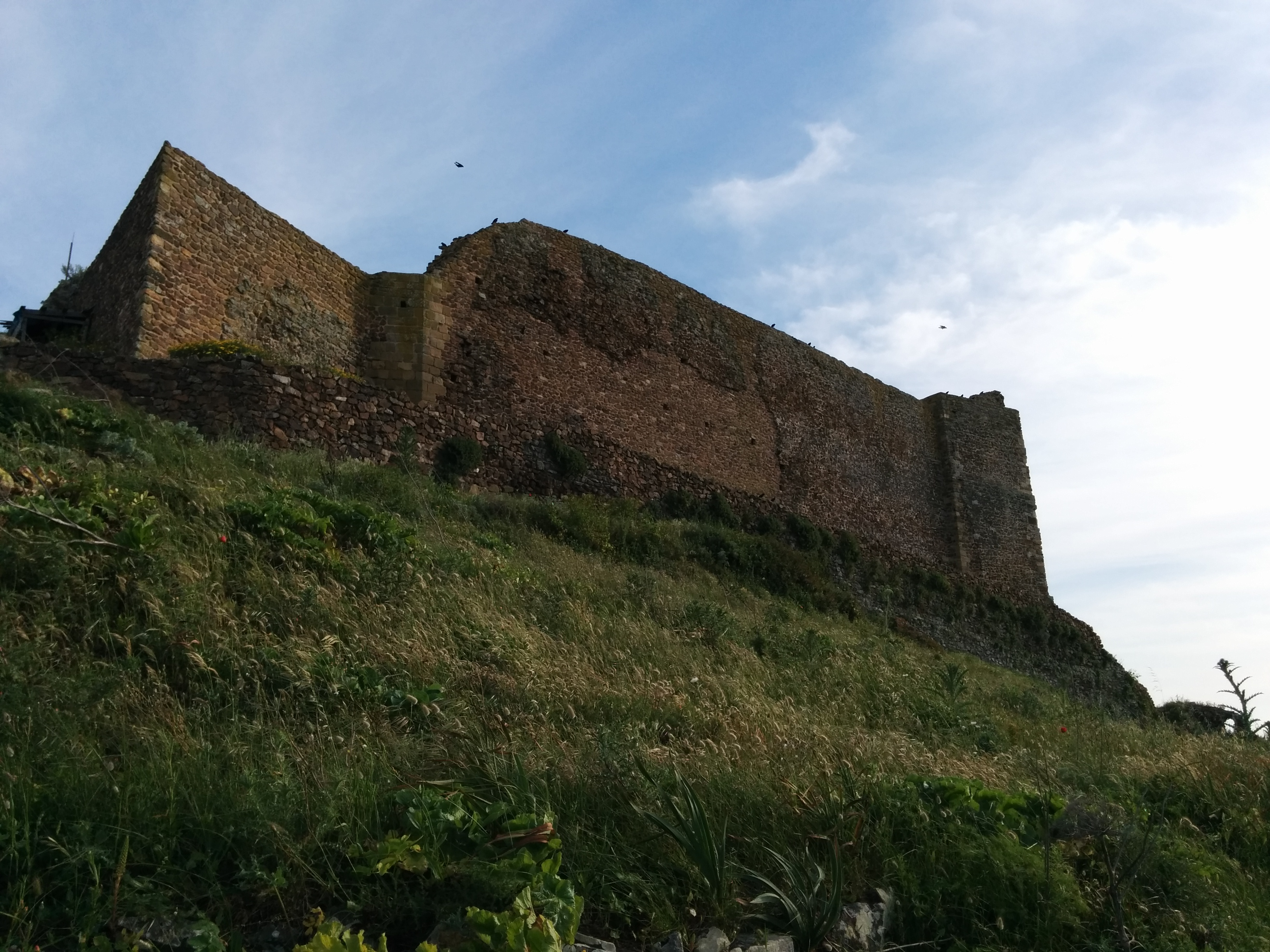
사르다라의 몬레알레(Monreale) 성.

## 주디카티의 군대
사르데나의 주디카티 군대는 군인들과 기간 마다 돌아가면서 군역을 해야하는 자유 시민들로 이뤄져 있었다. 긴급시에는 징병제가 이뤄졌었다. 엘리트 부대는 왕권 수호를 담당한 지휘관 얀나 데 마요레(janna de Majore)의 지휘하 있던 부야케소스(bujakesos)라고 불리는 선택받은 기수들로 이뤄졌다. 주 무장은 검, 사슬 갑옷, 방패, 투구, 로마 시대의 투창인 옛 베르툼과 유사하게 생긴 무기 비루두(birrudu)이다.
민병대와 보병(birrudos)들은 비루두의 짧은 형태의 무기를 사용했다. 그외에 창과 방패를 들었으며, 또다른 무기로는 뼈로 된 손잡이와 50-70cm 길이의 휘어진 날을 지닌 검인 레파가 있었으며, 이 검은 그후로도 사용되어 크기의 변화가 있었고 19세기까지 사용되었다. 사드데냐식의 장궁도 제작되었고, 시간이 흘러서는 쇠뇌가 전파되었다.
주디케들의 잦은 분쟁들 중에서 제노바 쇠뇌병 같은 용병들이 자주 사용되었다.

## 문화

### 종교

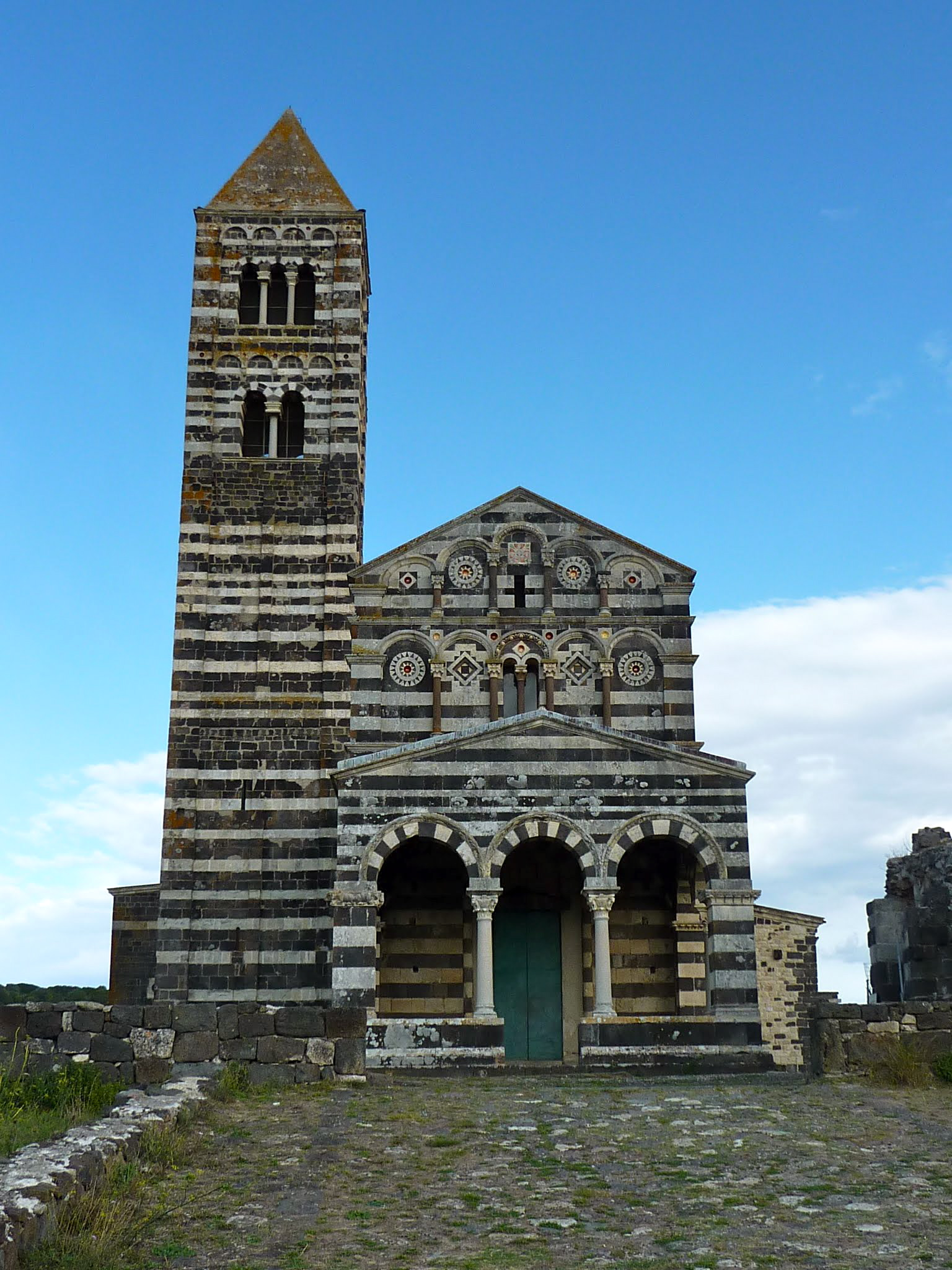
바실리카 디 사카르자

기독교는 초창기에 바르바자 같은 곳을 제외한 사르데냐 섬 대부분에 전파되었다. 6세기 말 무렵 교황 그레고리오 1세는 바르바자인( barbaricini)들의 최고 권력자인 오스피토네에게 그의 종족들에게 이교에서 기독교로 개종시키겠다는 약속을 한 합의에 도달하였다. 사르데냐가 비잔티움 제국의 정치적 영역하에 온 이후로는 바실리오 수도승들의 전도등의 결과로 그리스 문화와 동방 기독교의 특성들의 영향을 받았다.

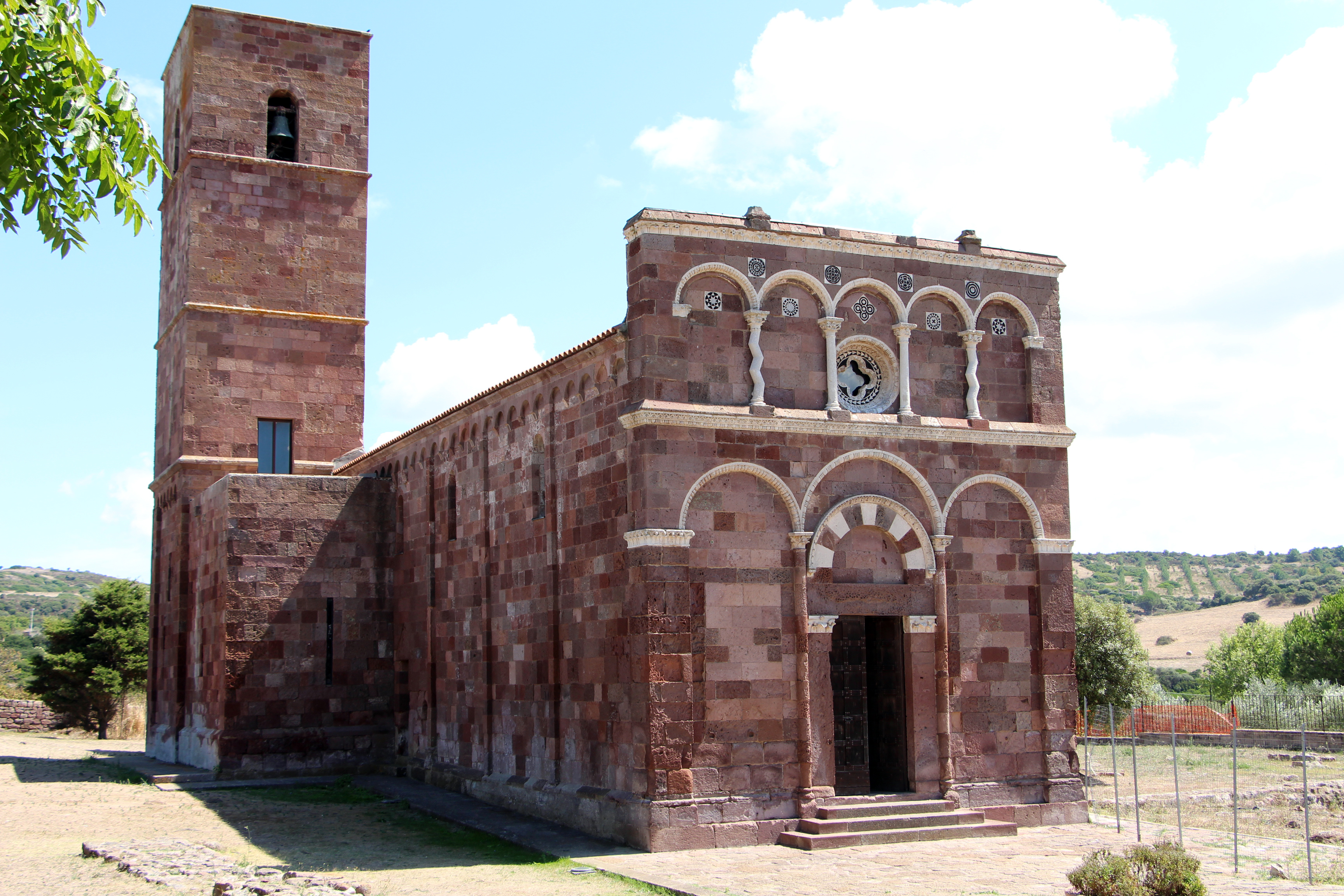
노스트라 시뇨라 디 테르구

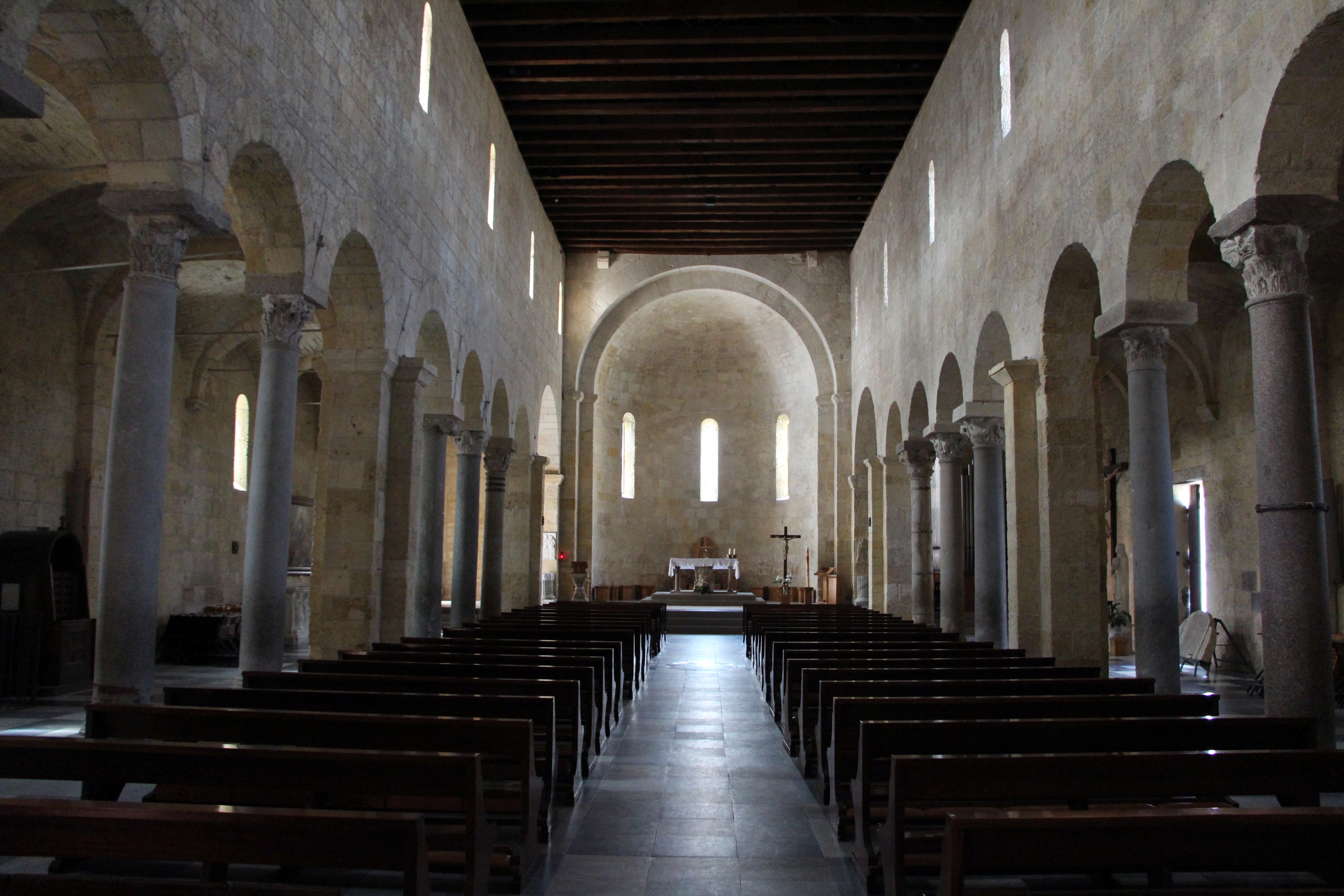
산 가비노 바실리카

사르데냐 교회는 5세기 간 비잔티움과 로마 교황청 두 곳으로부터 자유로웠던 자치 독립 교회 체제였다. 1054년 동서 교회 분열 후인 11세기에 교황 알렉산데르 2세에 따르면, 주디체들은 사르데냐에 새로운 중경 기술 도입등 넓은 분야의 문화적 전파 목적과 함께 서방 교회식 수도원 제도 성장을 위한 정책을 시작하였다. 사르데냐에 이주해온 수도승들은 자금을 헌금하며 전파를 부채질하였고 귀족들은 지역 교회들을 세웠다. 그럼에도 여전히 사르데냐에는 동방 교회의 전례가 강하게 남아있었다. 1092년에 교황 칙서는 사르데냐 교회의 자치성과 자주관리권을 완전히 폐지시켰으며, 피사 대주교의 권위 아래에 두었다.
교회 기부의 첫 행위는 1064년에 토레스의 바리소네 1세가 몬테카시노의 베네딕도회 수도승들에게 수도 아르다라에서 멀지않은곳인 넓은 땅과 그곳에 교회들(비잔티움 교회의 노스트라 세뇨라 데 메수문두를 포함)을 준 것이였다. 그후 몇세기에 몬테카지노 수도원, 카말돌리 수도원, 발롬브로사 수도회, 마르세유의 비토리니 수도회, 클레르보의 베르나르의 시토회의 수도승들이 포함된 많은 종교 단체들의 대표자들은 사르데냐에 와서 정착했다. 이에 대한 결과로 로마네스크 건축양식이 섬에서 번창하였다.

### 언어
주디카티내에 비잔티움 그리스어와 중세 라틴어의 폐지 후, 사르데냐어가 발전하게 되었고 모든 주디카티내에 공식언어가 되었다. 또한 법률과 콘다게, 지방 도시들의 법령 같은 행정 행위, 카르타 데 로구 같은 왕국들의 법령에서도 사용되었다.

## 피사-제노바, 아라곤의 개입과 주디카티의 종말

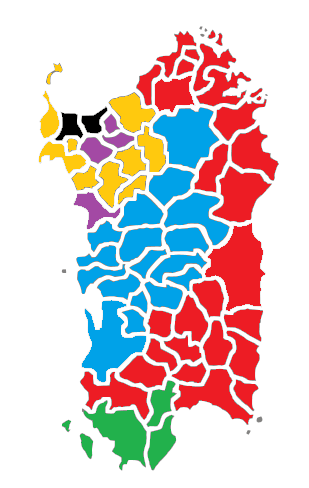
적색은 아라곤의 침략 이전인 14세기 초 피사에 직접 지배받는 사르데냐 영역이며, 녹색은 델라 게라르데스카 가문, 청색은 아르보레아 주디카토국, 자색은 말라스피나 가문, 황색은 도리아 가문, 흑색은 사사리 코무네이다.

피사와 제노바는 11세기에 사르데냐를 정복하려던 이베리아의 무슬림 왕국인 데니아 타이파국에 대항하여 주디카티들을 지원하면서 주디카티들의 정치와 경제에 서서히 개입하기 시작하였다.
13세기 중후반부터는 영토, 무역, 교황령, 주디체들의 수상들에 대한 제노바와 피사의 외교적 술책 때문에 로구도로, 갈루라, 칼라리의 주디카티의 자치성은 막을 내리게 되었다. 로구도로 주디카토는 제노바의 귀족 가문들인 도리아 가문과 말라스피나 가문에 의해 주디체의 영토가 직접적으로 지배를 받으며 사실상 멸망을 했다. 갈루라는 피사의 비스콘티 가문의 지배를 받았다. 칼리아리는 1258년에 피사-사르데냐 동맹에 의해 정복되었고 영토는 두 승전국들이 나눠가졌다.
아르보레아는 가장 마지막까지 존재했었으며, 1323년과 1326년 사이 피사의 사르데냐 점거 지역(옛 갈루라와 칼리아리 주디카토 지역) 정복을 하려던 아라곤 연합왕국 동맹에 참여했다. 그러나 종주국과 사르데냐의 나머지 지역들의 합병에 대한 아라곤의 주장으로 위협을 받아, 마리아노 4세 다르보레아는 지배하의 아르보레아 주디카토는 1353년에 아라곤과의 동맹을 파기하고 도리아 가문과 함께 이베리아인들에 대한 전쟁을 선포하였다. 1368년 아르보레아는 칼리아리와 알게로 등의 항구 도시들을 사르데냐 왕국으로부터 줄이고 나머지를 모두 합병시키며 사르데냐 섬에서 아라곤인들의 거의 다 몰아내고 공격적인 성공을 거두었다. 강화 조약으로 1388년에 아라곤에게 그들의 옛 영토들을 돌려주었지만, 긴장 상태는 계속되었다. 1391년에 브란칼레오네 도리아가 이끄는 아르보레아의 군대가 아르보레아에 종속시켜내면서 섬의 대부분을 다시 정복해냈다. 이 상태는 아르보레아 주디카토의 군대가 산루리 전투에서 아라곤에게 크게 패한 1409년까지 지속되었다.
아르보레아 주디카토국은 마지막 주디체인 굴리엘모 3세 디 나르보나가 100,000 플로린에 아라곤에게 영토를 매각하면서 1420년에 막을 내렸다.

## 참고 서적
- Ortu G.G., La Sardegna dei Giudici, Nuoro, 2005 ISBN 88-89801-02-6
- Birocchi I. e Mattone A. (a cura di), La Carta de logu d'Arborea nella storia del diritto medievale e moderno, Roma-Bari, 2004. ISBN 88-420-7328-8
- AA.VV., Storia dei sardi e della Sardegna, II-III Voll., Milano, 1987-89.
- A. Solmi - Studi storici sulle istituzioni della Sardegna nel Medioevo - Cagliari - 1965
- F. C. Casula - La storia di Sardegna - Sassari 1994
- P. Tola - Codice diplomatico della Sardegna - Cagliari - 1986
- E. Besta - La Sardegna medioevale - Palermo - 1954
- Raffaello Delogu, L'architettura del Medioevo in Sardegna, Roma, 1953, ristampa anastatica, Sassari, 1992.
- F. Loddo Canepa - Ricerche e osservazioni sul feudalesimo sardo - Roma 1932
- G. Stefani - Dizionario generale geografico-statistico degli stati sardi - Sassari - Carlo Delfino Editore
- Alberto Boscolo, La Sardegna bizantina e alto giudicale, Cagliari, 1978.
- Alberto Boscolo, La Sardegna dei Giudicati, Cagliari, Edizioni della Torre, 1979.
- A. Solmi - Studi storici sulle istituzioni della Sardegna nel Medioevo - Cagliari - 1917.
- R. Carta Raspi - La costituzione politico sociale della Sardegna - Cagliari - 1937.
- R. Carta Raspi, Storia della Sardegna, Mursia, 1971.
- R. Carta Raspi, Mariano IV D'Arborea, S'Alvure, 2001.
- R. Carta Raspi, Ugone III d'Arborea e le due ambasciate di Luigi D'Anjou, S'Alvure, 1936.
- M. Caravale - Lo Stato giudicale, questioni ancora aperte, atti del convegno internazionale «Società e Cultura nel Giudicato d'Arborea e nella Carta de Logu» - Oristano - 1995.
- F. C. Casula - Dizionario storico sardo - Sassari - 2003.
- R. Di Tucci - Il diritto pubblico nella Sardegna del Medioevo, in Archivio storico sardo XV - Cagliari - 1924.
- G. Paulis - Studi sul sardo medioevale - Nuoro - Ilisso - 1997.
- Giuseppe Meloni e Andrea Dessì Fulgheri, Mondo rurale e Sardegna del XII secolo, Napoli, Liguori Editore, 1994
- C. Zedda - R. Pinna La nascita dei giudicati. Proposta per lo scioglimento di un enigma storiografico in Archivio storico giuridico sardo di Sassari, seconda serie, volume 12 (2007), pp. 27–118.
- C. Zedda - R. Pinna - La Carta del giudice cagliaritano Orzocco Torchitorio, prova dell'attuazione del progetto gregoriano di riorganizzazione della giurisdizione ecclesiastica della Sardegna, Collana dell'Archivio Storico e Giuridico Sardo di Sassari, nº 10, Sassari 2009.
- C. Zedda – R. Pinna, Fra Santa Igia e il Castro Novo Montis de Castro. La questione giuridica urbanistica a Cagliari all'inizio del XIII secolo, in Archivio Storico e Giuridico Sardo di Sassari, vol. 15 (2010-2011), pp. 125–187.